# Astrotoma manilense
Astrotoma manilense är en ormstjärneart som beskrevs av Döderlein 1927. Astrotoma manilense ingår i släktet Astrotoma och familjen medusahuvuden. Inga underarter finns listade i Catalogue of Life.